# بير مارتينيز
بير مارتينيز (بالإسبانية: Pere Martínez) (24 يوليو 1991 ساباديل إسبانيا - ) هو لاعب كرة قدم إسباني يلعب كمدافع.

## روابط خارجية
- بير مارتينيز على موقع Soccerway.com (الإنجليزية)
- بير مارتينيز على موقع AS.com (الإسبانية)